# Abbotsford-Clayburn (circonscription britanno-colombienne)
Pour les articles homonymes, voir Abbotsford et Clayburn.
Circonscription électorale provinciale du Canada
Abbotsford-Clayburn est une ancienne circonscription provinciale de la Colombie-Britannique représentée à l'Assemblée législative de la Colombie-Britannique de 2001 à 2009.

## Géographie
La circonscription représentait la ville d'Abbotsford et le site historique industriel de Clayburn (en) dans le sud-ouest de la province.

## Liste des députés
| Législature                                                                     | Années                                  | Député                                  | Député                                  | Parti                                   |
| Abbotsford-Clayburn Issue de Abbotsford                                         | Abbotsford-Clayburn Issue de Abbotsford | Abbotsford-Clayburn Issue de Abbotsford | Abbotsford-Clayburn Issue de Abbotsford | Abbotsford-Clayburn Issue de Abbotsford |
| ------------------------------------------------------------------------------- | --------------------------------------- | --------------------------------------- | --------------------------------------- | --------------------------------------- |
| 37e                                                                             | 2001–2005                               |                                         | John van Dongen                         | Libéral                                 |
| 38e                                                                             | 2005–2009                               |                                         | John van Dongen                         | Libéral                                 |
| Circonscription abolie, Abbotsford South, Abbotsford West et Abbotsford-Mission |                                         |                                         |                                         |                                         |